# Veronica scardica
Veronica scardica är en grobladsväxtart som beskrevs av August Heinrich Rudolf Grisebach. Enligt Catalogue of Life ingår Veronica scardica i släktet veronikor och familjen grobladsväxter, men enligt Dyntaxa är tillhörigheten istället släktet veronikor och familjen grobladsväxter. Arten har ej påträffats i Sverige.

## Underarter
Arten delas in i följande underarter:
- V. s. africana
- V. s. scardica